# Гальгенен
Гальгенен (нем. Galgenen) — коммуна в Швейцарии, в кантоне Швиц.
Входит в состав округа Марх. Население составляет 4406 человек (на 31 декабря 2007 года). Официальный код — 1342.